# رضوان الزرزوري
رضوان الزرزوري (بالفرنسية: Redouane Zerzouri)‏ (27 أبريل 1989 بكولومب في فرنسا - ) هو لاعب كرة قدم فرنسي في مركز الوسط.

## روابط خارجية
- رضوان الزرزوري على موقع قاعدة بيانات كرة القدم.إي يو (الإنجليزية)
- رضوان الزرزوري على موقع Soccerway.com (الإنجليزية)